# جورنيدرايتشا
جورنيدرايتشا قرية تقع إدارياً ضمن بلدية دريانوفو ‏ في بلغاريا. تعتمد جورنيدرايتشا للبريد على الرمز البريدي 5380.